# Thagria conica
Thagria conica är en insektsart som beskrevs av Zhang 1990. Thagria conica ingår i släktet Thagria och familjen dvärgstritar. Inga underarter finns listade.